# جيمس ماكاي كوزينز
جيمس ماكاي كوزينز (ولد في 23 فبراير 1944) هو سياسي  بريطاني ينتمي إلى حزب العمّال، شغل منصب عضو في مجلس العموم البريطاني (البرلمان) ممثلًا عن دائرة نيوكاسل أبون تاين المركزية خلال الفترة الممتدة من عام 1987 حتى عام 2010.